# Lloyd Bentsen
Lloyd Millard Bentsen, Jr. (11 de fevereiro de 1921 – 23 de maio de 2006) foi um senador dos Estados Unidos, eleito por quatro vezes, representando o estado do Texas e o Partido Democrata. Foi candidato a vice-presidência em 1988, na chapa liderada por Michael Dukakis, quando disse a famosa frase "Senador, você não é Jack Kennedy". Também serviu na Câmara dos Representantes de 1949 até 1955.